# Anthicus sepultulus
Anthicus sepultulus es una especie de coleóptero de la familia Anthicidae.

## Distribución geográfica
Habita en Argentina.